# Niwa (Nowy Targ)
Niwa – część miasta i osiedle w północno-zachodniej części Nowego Targu. Rozpościera się w okolicy ulic Niwa i Krakowskiej. Do roku 1954 samodzielna wieś.

## Historia
Dawniej samodzielna wieś i gmina jednostkowa w powiecie nowotarskim (okręg sądowy Nowy Targ). W II RP w województwie krakowskim, w powiecie nowotarskim, od 1 sierpnia 1934 w nowo utworzonej zbiorowej gminie Ludźmierz. 15 września 1934 utworzyła gromadę w granicach gminy Ludźmierz.
Po wojnie zachowała przynależność administracyjną. Jesienią 1954, w związku z reformą administracyjną kraju, Niwę włączono do Nowego Targu.